# Club per gentiluomini

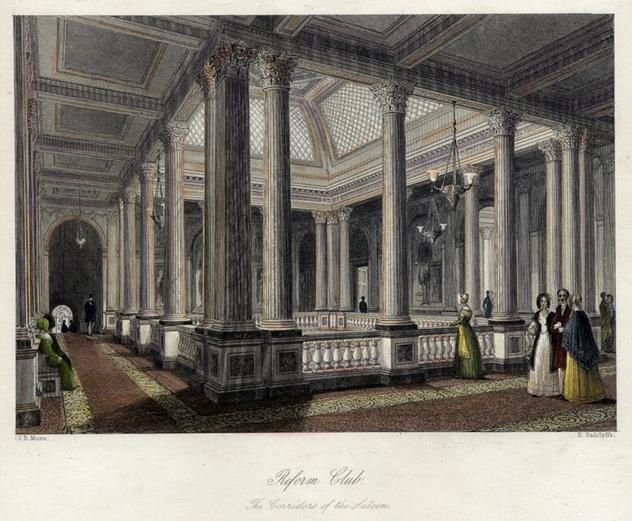
Il Reform Club di Londra nel XIX secolo

Un club per gentiluomini è un circolo privato tradizionalmente riservato a soli uomini, di elevata estrazione sociale.

## Storia
Questi club sono nati a Londra, inizialmente nel West End, nel XVIII secolo per gli aristocratici, sulle ceneri delle Coffee Houses che avevano caratterizzato il periodo immediatamente precedente.
Nel secolo successivo, i circoli per gentiluomini furono via via aperti alle élite industriali, scientifiche, culturali e professionali della società del tempo, e la fine del XIX secolo vide l'apogeo della loro popolarità e della loro influenza nella cultura del tempo.
Il più antico circolo, ancora esistente, è il Circolo degli Uniti di Siena, fondato nel 1657 e tuttora attivo.
In Inghilterra il circolo più longevo si trova a Londra, il White’s, fondato nel 1693 dal veronese Francesco Bianco (anglicizzato in Francis White): i primi circoli, come White’s, Brooks's e Boodle's avevano una impronta aristocratica e venivano principalmente utilizzati per il gioco d'azzardo, a quei tempi illegale al di fuori dei club.

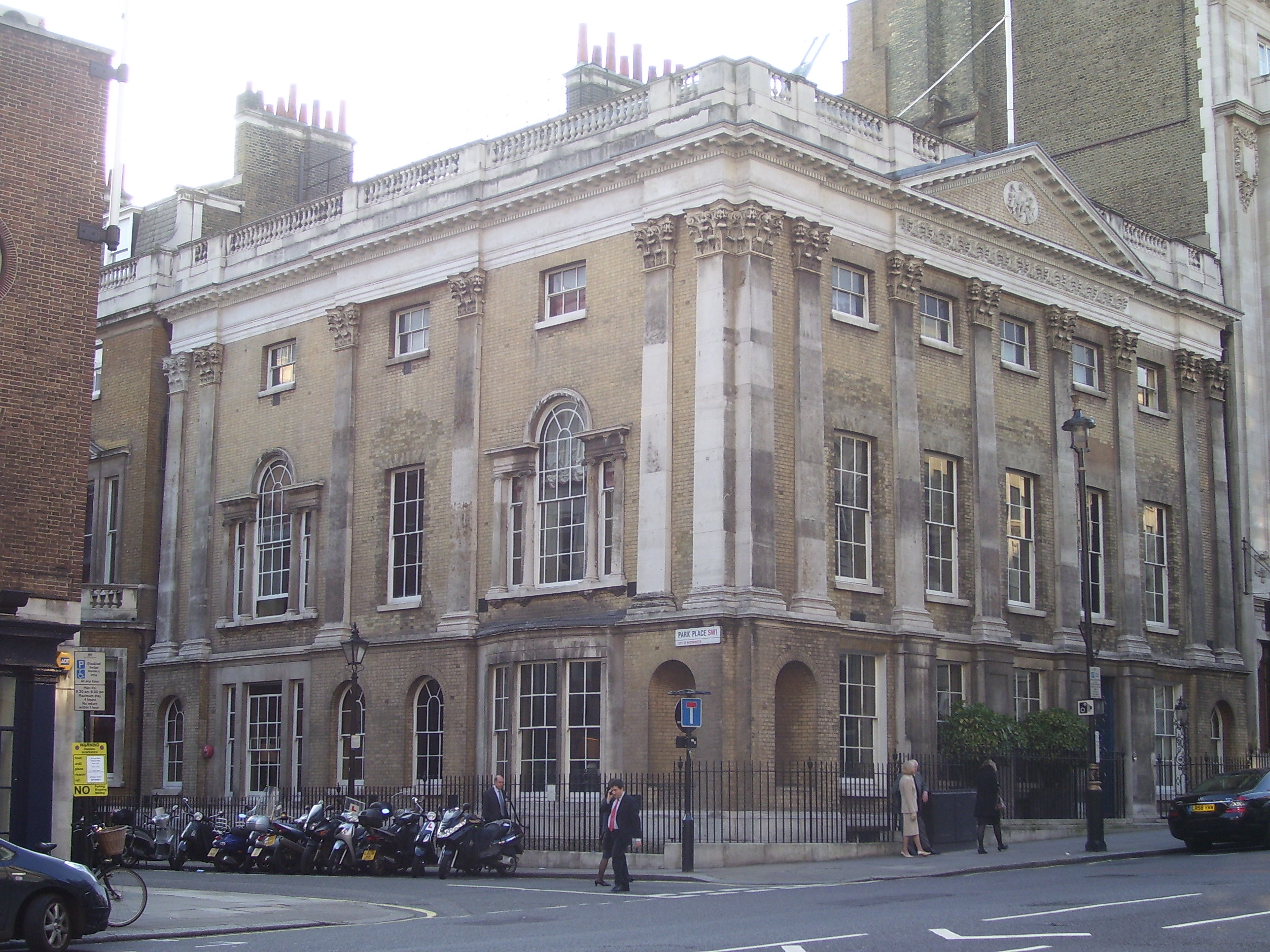
Il club londinese Brooks's

Il periodo d'oro dei circoli per gentiluomini in Inghilterra si ebbe nella seconda metà del XIX secolo, in particolare negli anni '80 del 1800: una tale espansione può essere parzialmente spiegata con la progressiva estensione del diritto di voto ad opera dei Reform Act del 1832, 1867 e 1885. La raggiunta pienezza dei diritti civili stimolava i nuovi cittadini a ricercare anche la gratificazione sociale assicurata dall'iscrizione ad un Club per gentiluomini.
I club esistenti, con severi limiti sul numero dei soci e lunghe liste di attesa, non potevano accogliere un numero così cospicuo di nuovi potenziali soci, e così queste persone cominciarono a formare esse stesse i propri nuovi club. A ciascuno dei tre provvedimenti normativi poc'anzi ricordati ha corrisposto quindi una correlativa espansione del numero dei club.
I circoli si caratterizzarono man mano per lo specifico interesse dei loro membri in qualche particolare materia: politica, letteratura, sport, arte, automobili, viaggi, paesi particolari, o qualche altro argomento; in altri casi, ciò che univa i soci era l'appartenenza alla medesima arma, scuola o università; in questo modo, lo sviluppo dei club londinesi fornisce un prezioso indicatore di ciò che era considerato un must in quel particolare momento storico.
Alla fine del XIX secolo, una persona aspirante allo status di "gentiluomo" doveva necessariamente essere in grado di trovare un club disposto ad annoverarlo fra i suoi soci, a meno che il suo carattere o la sua reputazione fosse discutibile e dunque, in qualche modo, tale persona fosse "unclubbable" (parola usata per la prima volta da Samuel Johnson). Ciò determinò la massiccia inclusione nei circoli d'Oltremanica delle classi professionali (medici, banchieri, giornalisti ed avvocati) che - a differenza dell'aristocrazia - dovevano guadagnarsi da vivere.

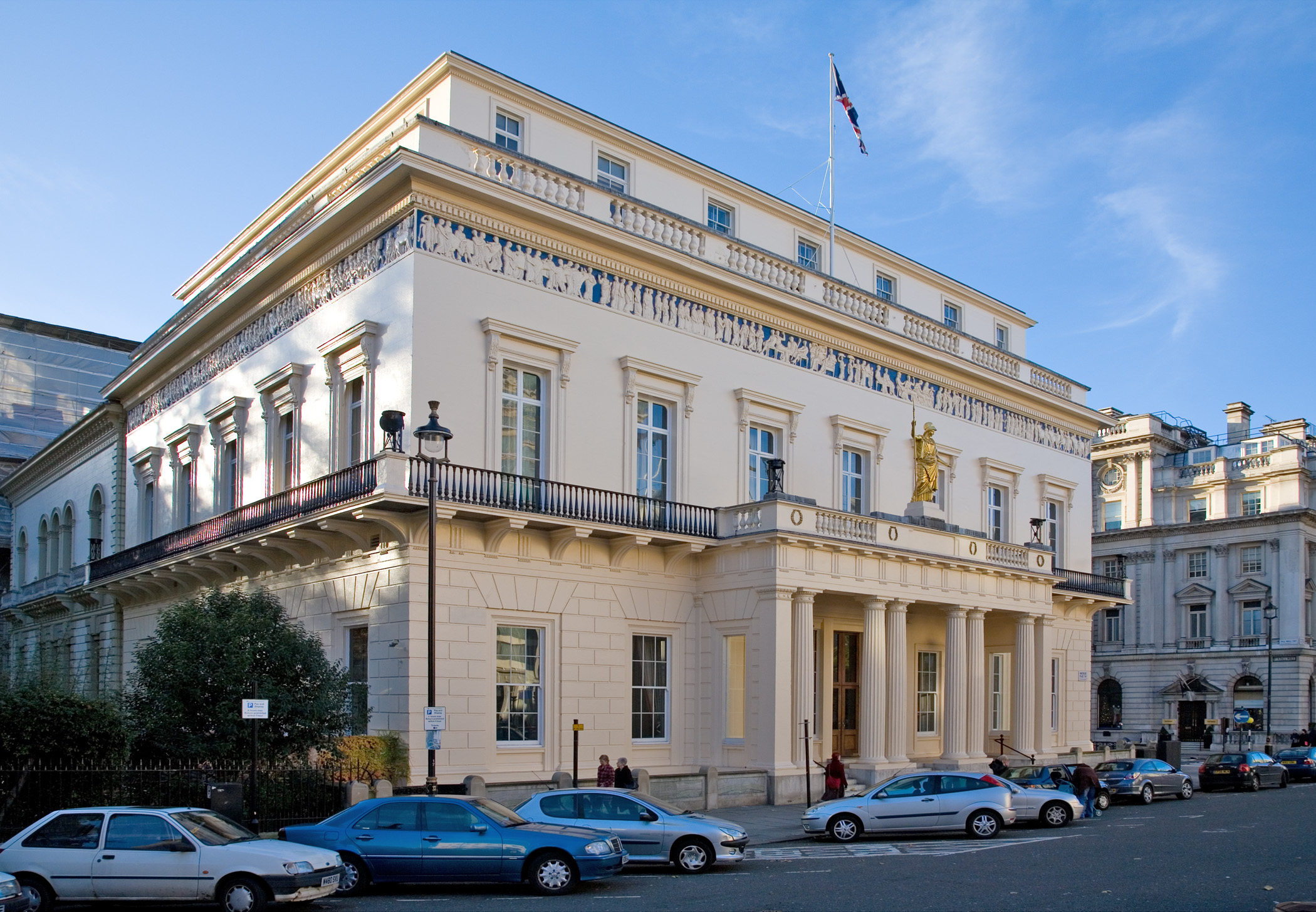
Athenaeum Club di Londra nel 2006.

La maggior parte dei gentiluomini del tempo apparteneva ad un solo circolo, che corrispondeva al suo interesse più stretto, ma alcune persone appartenevano a diversi club, cosa che accadeva, in particolare, per i membri della nobiltà ed i politici.
I club sono stati – ed ancora in larga misura sono – vere e proprie "seconde case", nel centro di Londra, dove i soci potevano rilassarsi, incontrarsi con gli amici, giocare, pranzare e cenare, e in alcuni club pernottare. Coloro che vivevano all'estero, in occasione di soggiorni in Inghilterra, avevano la possibilità di utilizzare i loro club, come l'East India Club o l'Oriental Club, come base.
Era inoltre pratica abituale per i giovani neolaureati, da poco trasferiti a Londra, di vivere al loro club per due o tre anni prima di potersi permettere di affittare una casa o un appartamento.
Alla fine del XIX secolo l'istituzione di circoli fu assai popolare pure per le signore, come il Ladies' Institute, e Ladies' Athenaeum ma solo un club, The University Women's Club, è sopravvissuto.
Fino agli anni cinquanta del XX secolo, i club hanno fortemente regolamentato la disponibilità di ambienti aperti ai non soci (spesso limitati ad una sola sala foresteria), poiché si tendeva a ritenere che il proprio intero cerchio sociale dovesse essere circoscritto all'interno del circolo stesso. Dagli anni settanta in poi, mutati i costumi, alcuni circoli per gentiluomini ammisero fra i loro soci pure le signore, in parte per ragioni ideologiche ed in parte per acquisire nuovi soci allo scopo di continuare ad esistere. Il Circolo Bononia di Bologna, antesignano in questo, ha per primo eletto una signora come Presidente, rinnovandole il mandato che persiste tuttora.
Sebbene i circoli per gentiluomini tradizionali non siano più così popolari e influenti come erano un centinaio d'anni fa, dagli anni ottanta v'è stato un notevole ritorno di popolarità, in Inghilterra come in altri paesi.
Al 2013 a Londra vi sono oltre quaranta circoli per gentiluomini.

## Regole comuni di funzionamento
In tutto il mondo, i circoli offrono ai soci la possibilità di pranzare e intrattenersi al bar, rilassarsi in biblioteca o in sala tv, dedicarsi a giochi di carte o biliardo. Talvolta essi offrono il servizio barbiere, sartoria, palestra e la possibilità di pernottare.
L'ingresso ai non soci è possibile soltanto in compagnia di soci: in tal caso l'ospite potrà accedere solo alla sala foresteria, eventualmente a qualche altra sala ma mai al resto del club.

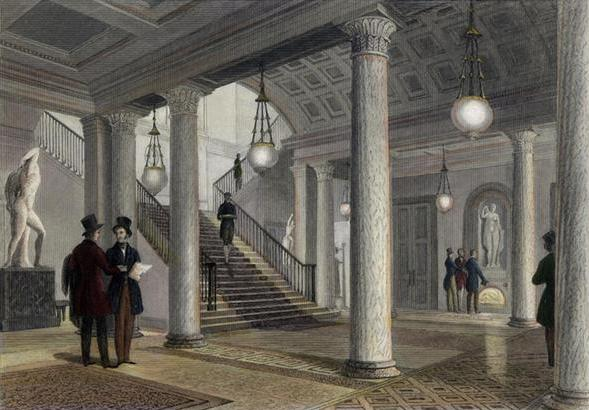
Hall dell'Athenaeum Club in un'incisione del 1845.

L'iscrizione ad un circolo per gentiluomini si acquisisce generalmente solo attraverso la presentazione di due o più soci aventi una certa anzianità d'iscrizione e, previa istruttoria da parte dell'organo direttivo del club, mediante il voto favorevole di una maggioranza qualificata di soci.
Alcuni circoli mantengono ancora un carattere fortemente esclusivo ed elitario che rende assai ardua l'adesione di un nuovo potenziale socio, il quale, dopo aver raggiunto pazientemente la cima di una lunga lista d'attesa, può comunque essere blackballed, cioè vedersi respingere una richiesta di adesione all'esito di una votazione segreta fra i soci.
In tale eventualità, a rigore il proponente di una tale persona dovrebbe dimettersi, in quanto non è riuscito a far ritirare per tempo il suo candidato evidentemente indesiderabile. Più spesso, il socio che intende presentare un candidato non idoneo viene avvertito in una fase preliminare rispetto alla votazione, così che egli possa ritirare la candidatura ed evitare così l'imbarazzo per tutti gli interessati.
Alcuni club londinesi impongono tuttora requisiti di adesione molto restrittivi e particolari.
Il Caledonian Club, ad esempio, richiede che il potenziale socio "sia di diretta origine scozzese, vale a dire, discenda da un padre scozzese e madre, nonno o nonna" o "abbia, a giudizio del Comitato, una strettissima connessione con la Scozia ".
Il Travellers Club, fin dalla sua fondazione nel 1819, non ammette chiunque non soddisfi un requisito molto specifico imposto all'art. 6 del suo statuto, il quale recita che "non potrà essere ammesso al Travellers Club, chi non abbia viaggiato fuori delle isole britanniche ad una distanza di almeno 500 miglia da Londra in linea diretta".
Lo Yale Club di New York può essere preso invece ad esempio sul carattere specifico dei club universitari: essi sono aperti a tutti coloro che hanno un legame con una particolare università, in questo caso la Yale University.

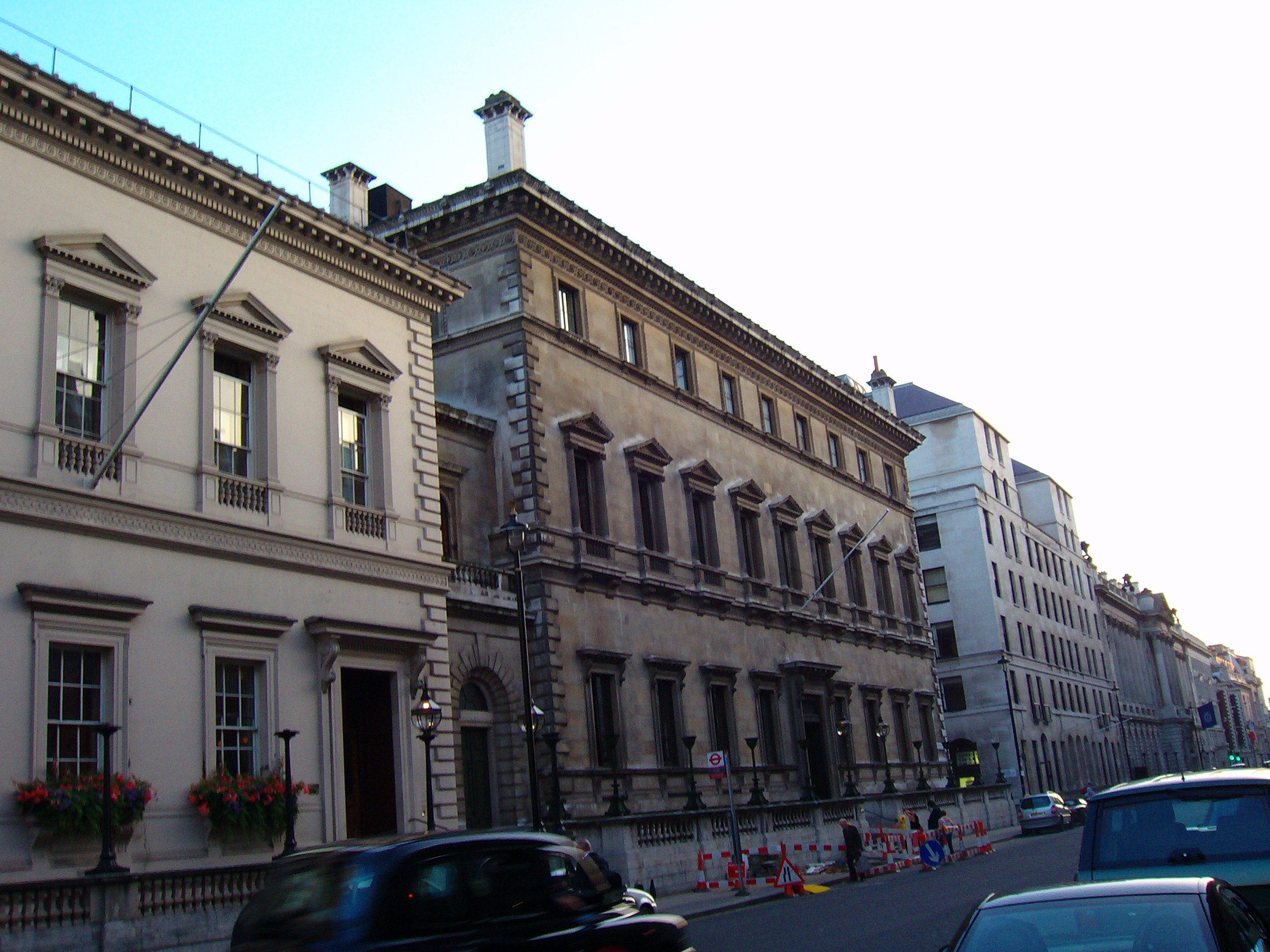
Il Reform Club di Londra, con l'edificio che ospita il Travellers Club alla sua sinistra.

La maggior parte dei club per gentiluomini ammette, di fatto, esclusivamente soci di sesso maschile, ma soprattutto all'estero non sono più così rari i circoli che ammettono fra i loro soci anche le signore. Il Circolo Bononia di Bologna ha per primo nel mondo eletto una signora come Presidente, rinnovandole il mandato che tuttora ricopre.
Tutti i circoli stringono accordi di reciprocità con altri circoli, dello stesso paese ed esteri, così che il socio possa frequentare pure i circoli gemellati alla stregua di un socio locale, e viceversa.

## Club per gentiluomini al di fuori di Londra
Dall'Inghilterra e dalla Gran Bretagna questo genere di circoli si diffuse dapprima (inizio XIX secolo) in tutto il mondo anglosassone e nel territorio dell'ex Impero britannico; successivamente, in tutti i paesi dell'Europa occidentale ed in America Latina.

### Regno Unito
Club per gentiluomini esistono, oltre che a Londra, in tutte le altre grandi città del Regno Unito, ad esempio il New Club ad Edimburgo, il St James's Club a Manchester, il Liverpool Athenaeum a Liverpool, l'Ulster Reform Club a Belfast, il Clifton Club a Bristol, il St Paul's Club a Birmingham.

### Spagna
Si segnalano i madrileni Real Gran Peña e Casino de Madrid, il Circulo del Liceo di Barcellona e la Sociedad Bilbaina di Bilbao.

### Stati Uniti d'America
Tutte le maggiori città degli Stati Uniti hanno almeno un circolo per gentiluomini.
Essi sono più diffusi, tuttavia, nelle città di più antica fondazione, come New Orleans e in tutta la East Coast (New York, che è la città che annovera il maggior numero di club, Filadelfia, Boston e Washington).
Lo Schuylkill Fishing Company a Filadelfia, fondato nel 1732, è probabilmente il club più antico del Nord America, mentre lo Yale Club di New York, con oltre 11.000 soci in tutto il mondo, è il più grande circolo per gentiluomini a livello globale.

### Sud America
Sono da segnalarsi: a Buenos Aires (Argentina), il Jockey Club e a Lima (Perù) il Club Nacional, fondato nel 1855.

## Club per gentiluomini francesi
In Francia, la parola inglese club entra negli anni 1780 nella lingua comune: assieme alla parola société definisce un'associazione politica di tendenze riformiste, come il club dei giacobini, fondato col nome di Société des amis de la Constitution ("Società degli amici della Costituzione"). Il Jockey Club di Parigi, fondato nel 1836 sul modello britannico, è rimasto a lungo il simbolo dell'elitismo parigino aristocratico. Lo English Club o Cercle anglais di Pau, fondato nel 1856, è uno dei primi club britannici creati sul continente europeo.

## Club per gentiluomini italiani

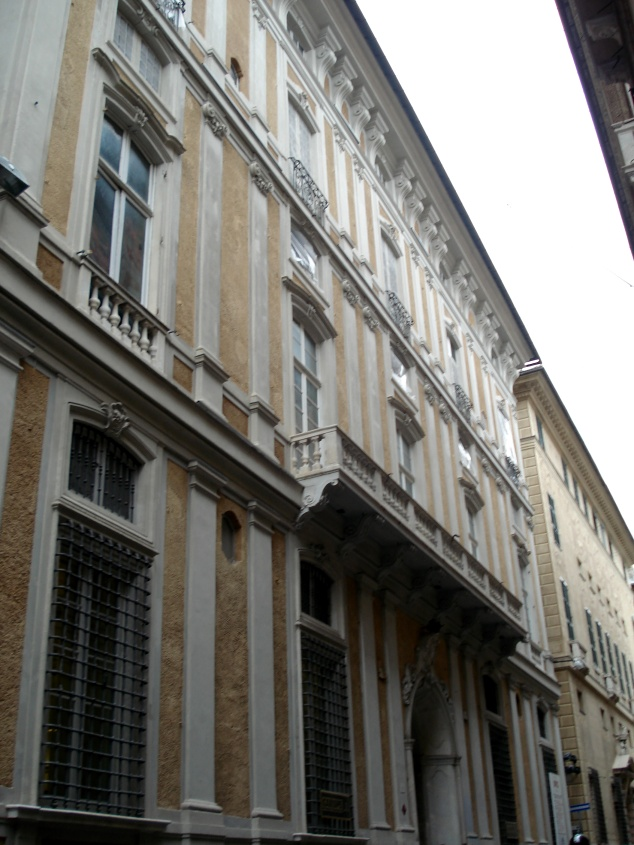
Il cinquecentesco Palazzo Gio Battista Spinola, inserito nella lista dei palazzi dei Rolli di Genova ospita il Circolo Artistico Tunnel.

In Italia esistono numerosi Circoli per gentiluomini, molti dei quali ospitati presso antichi palazzi.

### Origine dei circoli italiani
La genesi dei circoli italiani si può suddividere in tre grandi gruppi: 
- "casini" (o "stanze") nati per la "conversazione" e l'intrattenimento della nobiltà locale;
- "Accademie" e quindi circoli culturali nati nel secolo XVII e nel secolo XVIII, alcuni dei quali divennero col tempo anche circoli sociali;
- club "borghesi", sorti per consentire la riunione e l'intrattenimento delle classi imprenditoriali e professionali, la cui rilevanza economica e sociale diventò preminente nella seconda metà del XIX secolo.

L'esperienza dei "casini di conversazione" italiani inizia nella Toscana del Seicento (il primo fu il Circolo degli Uniti di Siena, fondato nel 1657, sotto il nome di "Nobile Conversazione de' Signori Uniti nel Casino di Siena"), ed è quindi precedente alla creazione dei circoli sul modello inglese. I "casini" (o stanze) di conversazione, come i circoli inglesi, erano un luogo di riunione di gentiluomini per la conversazione ed il gioco, ma si differenziavano dall'esperienza d'Oltremanica in quanto avevano come scopo pure l'organizzazione di feste e balli, ovviamente aperti alle signore.
Il tempo, l'evoluzione del costume, fusioni avvenute fra alcuni importanti circoli di una stessa città hanno via via reso meno marcate le caratteristiche che precedono, ma ancora oggi alcuni circoli annoverano fra i loro soci principalmente membri dell'aristocrazia, mentre altri non presentano tale caratteristica di fondo fra i caratteri loro peculiari .

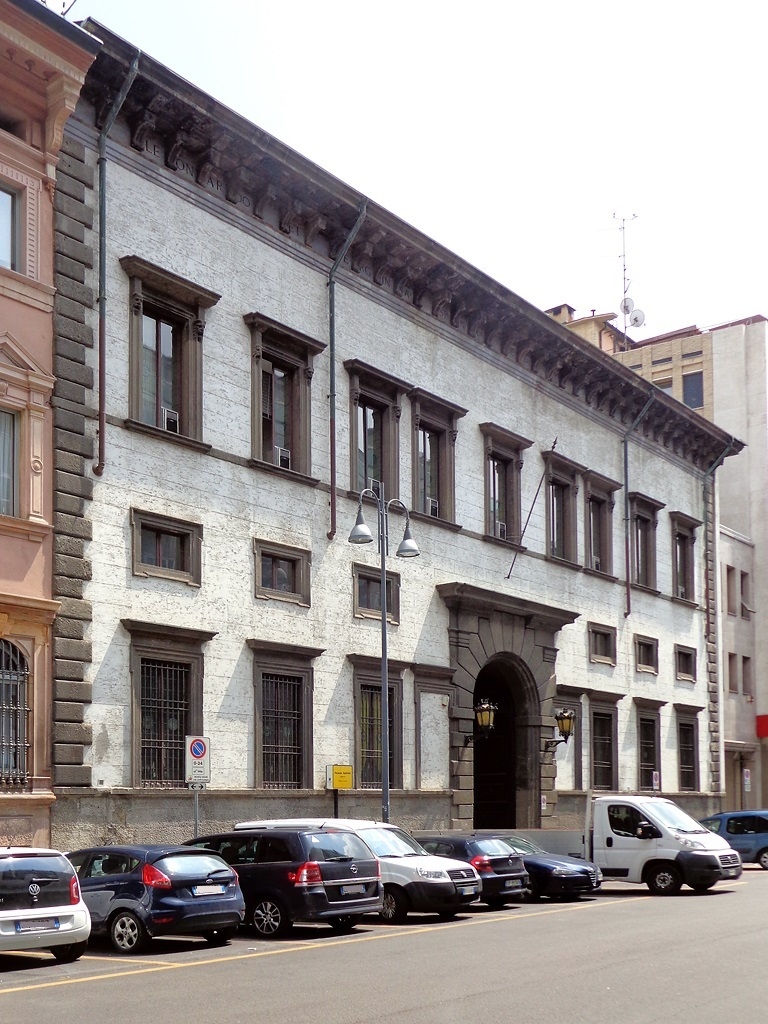
Il Palazzo di Leonardo Spinola, ultimato nel 1597, è da oltre due secoli sede della Società del Giardino di Milano.

Nel corso degli anni, alcuni circoli hanno mantenuto un carattere elitario, molto tradizionale ed austero, con rigorose regole per l'ammissione dei nuovi soci, mentre altri hanno progressivamente mutato alcune regole di ingresso, in alcuni casi esteso alle signore (talora selezione dei soci meno rigorosa, abolizione dell' “entrance fee”) e di vita del sodalizio (ad esempio: dress code più "rilassato", ingresso nei locali del club esteso a familiari non soci).
Per alcuni dei club italiani, il nome particolare è l'espressione di una o più fusioni di cui il circolo è il prodotto: solo per proporre alcuni esempi, la Società del Whist - Accademia Filarmonica, è l'unione fra la Società del Whist, fondata nel 1841, e la Filarmonica di Torino, fondata nel 1814, il Circolo Artistico Tunnel di Genova è la fusione fra la Società del Tunnel, fondata nel 1857, e il Circolo Artistico, fondato nel 1882, e il Nuovo circolo degli scacchi di Roma è la fusione fra il Circolo degli Scacchi, del 1872 e il Nuovo Circolo, fondato nel 1906.
In altri casi, invece, come per il Circolo Bononia di Bologna, formatosi nel XIX secolo dalla fusione di tre circoli, fu scelto un nome nuovo, legato alla storia della città.
Unione dei Circoli Italiani (UCI) riunisce diciotto circoli italiani che sono: 
'il Circolo del Domino Bologna; il Circolo dell’Unione, Firenze; la Società del Casino, Genova; il Clubino, Milano; il Circolo dell’Unione, Milano; il Circolo Nazionale Unione, Napoli; la Società del Casino Pedrocchi, Padova; il Circolo della Caccia, Roma; il Nuovo Circolo degli Scacchi, Roma; la Società del Whist Accademia Filarmonica, Torino; il Circolo Società dell’Unione, Venezia; il Circolo Artistico del Tunnel, Genova; la Società del Giardino, Milano; il Circolo Bellini, Palermo; il Circolo degli Uniti, Siena; il Club al Teatro, Verona; il Circolo dell’Unione, Catania, il Circolo al Teatro Accademia degli Erranti, Brescia.
L'associazione esiste dal 1947 quando il 18 maggio di quell'anno, il Circolo della Caccia e il Nuovo Circolo degli Scacchi nella sede di quest'ultimo, in Roma palazzo Fiano in Lucina, costituirono l'Unione Circoli Italiani, allo scopo di creare e mantenere tra importanti Circoli italiani, vincoli ed intese di comportamento etico e sociale e coordinamento per iniziative di comune interesse: Copia archiviata, su circolodegliscacchi.it. URL consultato il 26 luglio 2012 (archiviato dall'url originale il 28 dicembre 2012)., organizzando incontri culturali ed eventi sportivi tra i circoli stessi, tra i quali gare di golf, regate (di solito a Napoli presso il Circolo del Remo e della Vela Italia) e lo sci (presso il Club Sci 18 di Cortina) e varie altre iniziative di carattere culturale. Inoltre, ha scopo di coordinamento ed indirizzo tra i circoli associati e se richiesto, di arbitro nelle contese tra soci. 
L'UCI ha sede a Milano, presso il Circolo del Clubino ed attualmente ha attualmente come Presidente Don Giovanni Battista Litta Modignani Nob. dei Marchesi di Menzago e Vinago, Patrizio Milanese.
(Past Presidents: 
Fondatore e Presidente 1947-1971, Principe Lodovico Spada Potenziani, Nuovo Circolo degli Scacchi; 
Presidente 1972-1987 S.E. il Cavaliere Conte Umberto Provana di Collegno, Società del Whist; 
Presidente 1988-2005 Principe Don Carlo Cito Filomarino Principe di Rocca d’Aspro, Clubino; 
Presidente 2006-2010 Aimone di Seyssel dei Marchesi d’Aix Società del Whist; 
Presidente 2011-2017 N.H. Conte Umberto Marcello del Majno, Società dell’Unione di Venezia;
Presidente 2018-2023, Ferdinando de’ Frescobaldi dei Marchesi di Montecastello della Pineta, Circolo dell'Unione di Firenze)